# Studzienice (województwo śląskie)
Studzienice (niem. Studzienitz) – wieś w Polsce położona w województwie śląskim, w powiecie pszczyńskim, w gminie Pszczyna.

## Historia
W dokumencie sprzedaży dóbr pszczyńskich wystawionym przez Kazimierza II cieszyńskiego w języku czeskim we Frysztacie w dniu 21 lutego 1517 roku wieś została wymieniona jako Studenicze.
3 września 1939 Freikorps rozstrzelał Józefa Pyrtaka (lat 17).
W latach 1973–77 w gminie Bojszowy. Od 1 lutego 1977 w gminie Pszczyna.
W latach 1975–1998 miejscowość położona była w województwie katowickim.
22 lutego 2021 w miejscowości miała miejsce katastrofa lotnicza z udziałem śmigłowca Bell 429, w której zginęły dwie osoby, a dwie zostały ranne. W katastrofie zginął 80-letni biznesmen Karol Kania.

## Osoby urodzone w Studzienicach
- Wincenty Wajda – górnik, żołnierz AK
- Franciszek Wybrańczyk – muzyk klarnecista, założyciel orkiestry Sinfonia Varsovia